# Carl Ikeme
Carl Onora Ikeme (Sutton Coldfield, 8 de junho de 1986) é um ex-futebolista que jogou como goleiro pelo Wolverhampton Wanderers e pela seleção da Nigéria.

## Carreira

### Wolves
Ikeme começou a carreira no Wolverhampton Wanderers, em 2003.
Ele passou toda a sua carreira assinou com o Wolves, fazendo mais de 200 aparições em todas as competições. Ele fez parte de suas equipes que venceram o Campeonato em 2009 e da Liga Um em 2014, e ele fez uma aparição na Premier League em 2012. Ao longo de seu tempo no Wolves, ele foi emprestado a outros oito clubes.
Teve que encerrar sua carreira por conta de uma Leucemia.

## Seleção
Nascido e criado na Inglaterra, Ikeme escolheu representar a Nigéria, fazendo sua estréia internacional sênior em 2015.

## Títulos
Wolverhampton Wanderers
- Football League Championship: 2008–09
- Football League One: 2013–14